# Renzo Carella
Renzo Carella (Carpineto Romano, 9 août 1951) est un homme politique italien et actuellement député du groupe Parti démocrate à la Chambre des députés.

## Biographie
Il est élu député de la circonscription Lazio 1 en 2008, il est réélu en 2013.